# Cmentarz w Marysinie Wawerskim
Cmentarz w Marysinie Wawerskim, także cmentarz Wawerski – rzymskokatolicki cmentarz położony na osiedlu Marysin Wawerski w warszawskiej dzielnicy Wawer.

## Historia
Cmentarz został erygowany w 1942 i służył wiernym miejscowej parafii. Nekropolia ma kształt prostokąta. 
Na cmentarzu znajduje się kaplica Miłosierdzia Bożego. 

## Pochowani
- Edward Babiuch (1927–2021) – polityk, poseł na Sejm, członek Rady Państwa, premier
- Romuald Czystaw (1950–2010) – wokalista zespołu Budka Suflera
- Zdzisław Drozd (1938–2011) – profesor Politechniki Warszawskiej
- Edward Duchnowski (1930–2010) – działacz społeczny
- Bronisław Gej (1922–2014) – botanik, fizjolog roślin, profesor Szkoły Głównej Gospodarstwa Wiejskiego w Warszawie
- Janina Guze-Pawelec (1922–1972) – śpiewaczka
- Roman Hoppe (1908–1979) – profesor Szkoły Głównej Gospodarstwa Wiejskiego w Warszawie
- Wacław Karłowicz (1907–2007) – duchowny katolicki
- Marek Niemiałtowski (1945–2014) – lekarz weterynarz, profesor Szkoły Głównej Gospodarstwa Wiejskiego w Warszawie
- Roman Piotrowski (1898–1963) – profesor prawa
- Robert Rabjasz (1931–2002) – profesor Politechniki Warszawskie]
- Henryk Sowiński (1930–2014) – wieloletni dyrektor VIII Liceum Ogólnokształcącego im. Władysława IV w Warszawie
- Bronisław Szymański (1938–2013) – doktor habilitowany nauk przyrodniczych, geolog
- Zbigniew Ściślewski (1936–2005) – profesor Politechniki Warszawskie]
- Stanisław Tyszkiewicz (1904–1982) – profesor nauk leśnych Szkoły Głównej Gospodarstwa Wiejskiego w Warszawie
- Ludwik Witkowski (1914–2004) – kpt. dypl. WP-AK, cichociemny
- Zdzisława Wójcik (1915–2018) – dr hab. botaniki, sybiraczka, nauczycielka, harcmistrzyni

Na cmentarzu znajduje się również wydzielona kwatera zakonnic ze Zgromadzenia Sióstr Felicjanek.